# Scorpiurus muricatus
Espèce

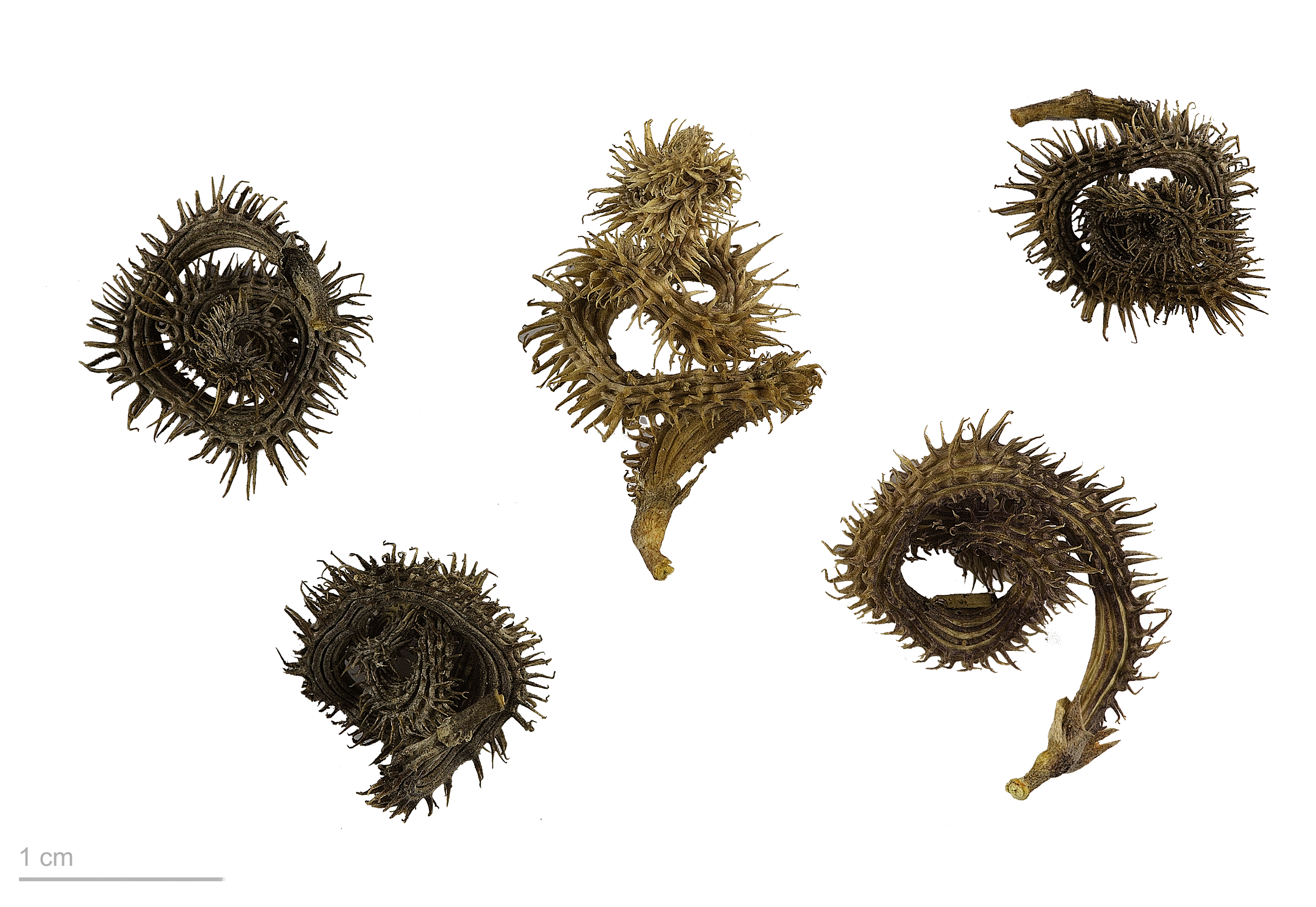
Scorpiurus muricatus au Muséum de Toulouse.

Scorpiurus muricatus, la Chenillette sillonnée, est une espèce de plantes à fleurs de la famille des Fabaceae (Légumineuses), de la sous-famille des Faboideae. C'est une plante herbacée annuelle originaire d'Europe du Sud.

## Description
Elle a de minuscules fleurs jaunes ressemblant à celles du pois. Ses feuilles sont simples, non caractéristiques des Légumineuses. Ses gousses pubescentes très contorsionnées lui donnent son nom commun.

## Écologie
On lui trouve des pouvoirs allélopathiques pour ses effets sur des champignons du genre Fusarium, en raison de la forte concentration de phytoalexines dans les tissus de cette plante. 

## Utilisation
C’est une plante  principalement utilisée dans les jardins comme couvre-sol. Ses gousses aux poils denses peuvent être ajoutées à des salades, mais on la consomme rarement. 

## Quelques synonymes deS. muricatus
- Scorpiurus echinatus  Lam.
- Scorpiurus laevigatus Sm.
- Scorpiurus oliverii P.Palau
- Scorpiurus subvillosus L.
- Scorpiurus sulcatus L.

## Liste des variétés
Selon Tropicos (5 juillet 2013) (Attention liste brute contenant possiblement des synonymes) :
- variété Scorpiurus muricatus var. acutifolia Kuntze
- variété Scorpiurus muricatus var. margaritae (Palau Ferrer) E. Domínguez & Galiano
- variété Scorpiurus muricatus var. muricatus
- variété Scorpiurus muricatus var. subvillosus (L.) Lam.